# 헤트만국
헤트만국(우크라이나어: Гетьманщина 헤트만시치나[*]) 또는 자포로자 집단(우크라이나어: Військо Запорізьке 비스코 자포리즈케[*])는 1649년에서 1764년 사이 드네프르강과 드네스트르강(대략 오늘날의 우크라이나)에 존재했던 카자크 국가이다. 나중에 소러시아라는 이름으로 러시아 제국에 흡수되었다.

## 역사

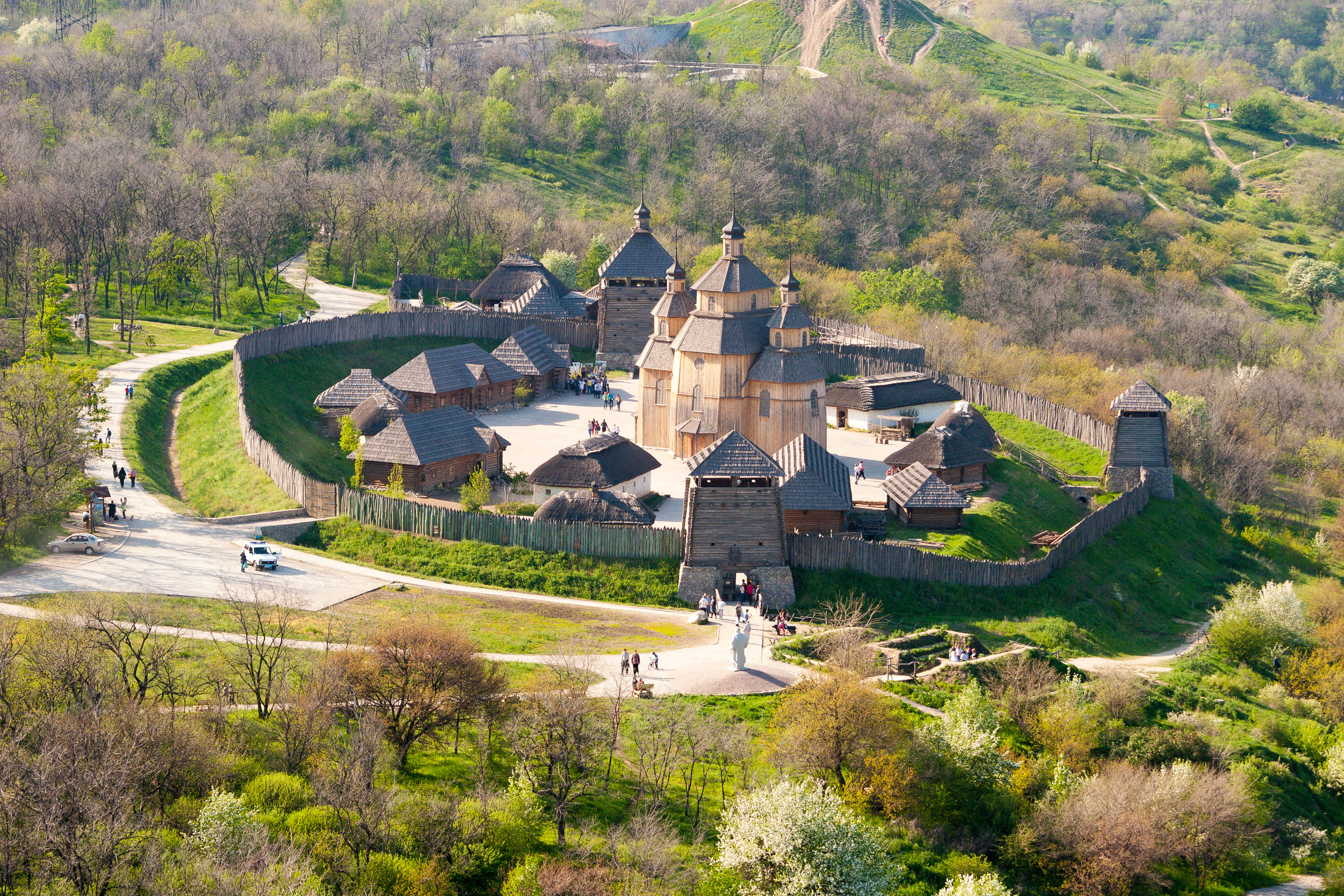
코사크 요새 재건 (시치)

카자크 헤트만국은 자포리자 카자크의 헤트만인 보흐단 흐멜니츠키가 1648년부터 1657년까지 일어난 흐멜니츠키 봉기를 통하여 건국하였다. 헤트만국의 지도층은 카자크 관료그룹 외에도 이전의 구 귀족과 폴란드 통치 시기의 귀족(슐라흐타)들도 포함하고 있었다. 1654년, 헤트만국은 폴란드-리투아니아 연방에 대항하기 위해 루스 차르국과 페레야슬라프 조약을 맺었다. 페레야슬라프 조약으로 인해 헤트만국은 루스 차르국 차르에게 충성을 바치는 대가로 러시아로부터 카자크의 권리와 자유를 보장받게 되었다. 그러나 본 조약으로 인해 헤트만국의 자치와 정치적 자유는 일부 제한을 받게 되었으며, 결국은 러시아에 예속되는 결과를 낳게 되었다.
또한 1620년 이래 헤트만국의 지지와 보호를 받던 우크라이나 정교회도 페레야슬라브 조약 이후 러시아의 종교 재통합 압박을 받게 되었다. 1458년 리투아니아 대공국에 의해 기존 루스 정교회로부터 독립한 우크라이나 정교회는 17세기 후반이 되면 키예프 대주교구를 콘스탄티노플 관할에서 모스크바 총대주교의 관할로 이전당하게 되었다. 헤트만국이 붕괴될 쯔음인 18세기 초반 무렵에는 이미 독자적인 정교회로 존속할 수 없게 되어, 러시아 정교회에 완전히 예속되고 만다.

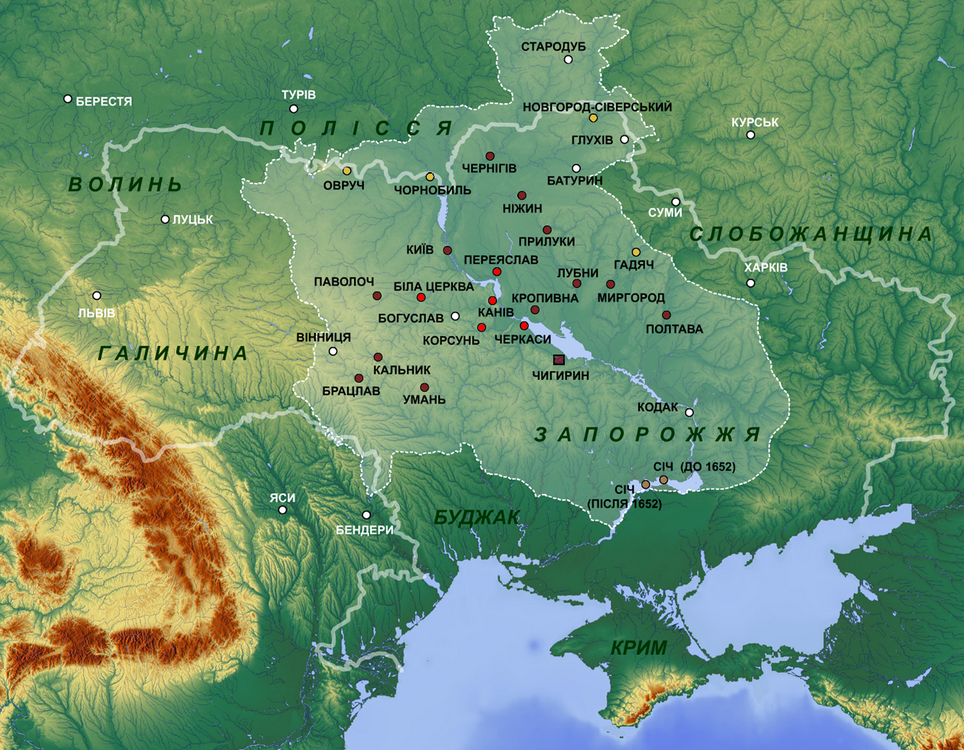
1648년부터 1654년까지의 민족 해방 전쟁 동안 통제된 영토

1667년 안드루소보 조약에서 카자크를 배제하고 드니프로강을 경계로 헤트만국 영토를 양분, 폴란드와 러시아가 각각 취함으로써 카자크의 뒤통수를 때렸다. 이로 인해 우크라이나에서는 카자크 당파들끼리의 내전이 17세기 말까지 계속되었다(폐허 시대).
18세기 들어 헤트만국의 영토는 좌안 우크라이나로 일부 제한되었고, 수도 바투린은 대북방전쟁 때 러시아 군대에게 약탈당했다(바투린 약탈). 1764년 예카테리나 2세는 볼가 카자크와 우크라이나 카자크의 자치권을 부정하여 헤트만국 영토가 키예프 총독부와 소러시아로 분할됨으로써 헤트만국은 멸망한다.

## 예술에서
- 영화 잃어버린 편지 (Пропала грамота)
- 영화 시치로 가는 길 (Дорога на Січ)
- 영화 불과 검 (Вогнем і мечем)
- 영화 헤트만 (Гетьман)

## 같이 보기
- 슬로보다우크라이나
- 자포로자 코자크
- 파이어 & 스워드